# Покуття (футбольний клуб)
«Покуття» — український футбольний клуб з міста Коломия Івано-Франківської області.

## Хронологія назв
- 1982—1985: «Будівельник»
- 1985—1989: «Електрооснастка»
- 1989—2008: «Покуття».
- 2017 — н.ч.: «Покуття».

## Історія
Команда заснована в 1982 році на базі футбольної команди села Корнич при Коломийському будівельно-монтажному управлінні № 82. Команда отримала назву «Будівельник», а її організатором, одночасно гравцем і тренером був Михайло Васильович Угорський. Під його керівництвом команда пройшла шлях від учасника чемпіонату Коломийського району до чемпіона і володаря кубка області, третього призера чемпіонату України серед команд колективів фізкультури в першій зоні в 1994 і 1995 роках.
У 1996 році команда посіла перше місце у своїй зоні чемпіонату України серед КФК і в сезоні 1996/1997 років стартувала вже в чемпіонаті України в другій лізі. У наступному сезоні команда зайняла 18 місце у другій лізі і вилетіла з неї, після чого повернулася на аматорський рівень і аж до 2006 року виступала в чемпіонаті Івано-Франківської області. З 2006 по 2007 роки команда не брала участь в змаганнях через фінансові проблеми. У березні 2007 року клуб під назвою ФК «Коломия» знову стартував у першій лізі чемпіонату області, але через рік знявся зі змагань у зв'язку з браком фінансування.
З 2011 року Коломию в обласному чемпіонаті представляли «Карпати». У сезоні 2016/2017 років «Карпати» виграли чемпіонат області. Влітку 2017 року було прийнято рішення відновити історичний клуб з широко відомою назвою «Покуття». Футбольний клуб «Карпати» був розформований, а на його базі відновлено «Покуття». У сезоні 2017/2018 років «Покуття» стартувало у чемпіонату України серед аматорів. Коломияни також заявили молодіжну команду у другу лігу обласної першості.

## Стадіон

Стара емблема клубу

Домашні поєдинки коломийські команди проводили на стадіоні «Юність» (уміщує 5 тисяч глядачів).

## Форма
Кольори: у 90-х команда виступала в зелено-білих та червоно-білих кольорах, пізніше, з погіршенням фінансової ситуації, «Покуття» використовувало форму й інших кольорів.

## Виступи у чемпіонаті області за часів незалежності
| Сезон        | Ліга              | Місце       | І  | В  | Н | П  | МЗ | МП | О  |
| ------------ | ----------------- | ----------- | -- | -- | - | -- | -- | -- | -- |
| 1991         | Чемпіонат області | 1           | 28 | 21 | 4 | 3  | 76 | 21 | 46 |
| 1992 (весна) | Чемпіонат області | 5           |    |    |   |    |    |    |    |
| 1993         | Чемпіонат області | не виступав |    |    |   |    |    |    |    |
| 1994         | Чемпіонат області | не виступав |    |    |   |    |    |    |    |
| 1995         | Чемпіонат області | не виступав |    |    |   |    |    |    |    |
| 1996         | Чемпіонат області | 2           | 26 | 17 | 7 | 2  | 46 | 11 | 58 |
| 1997         | Чемпіонат області | 8           | 24 | 9  | 2 | 13 | 47 | 48 | 29 |
| 1998         | Чемпіонат області | не виступав |    |    |   |    |    |    |    |
| 1999         | Чемпіонат області | 7           | 26 | 13 | 5 | 8  | 39 | 26 | 44 |
| 2000         | Чемпіонат області | 15          |    |    |   |    |    |    |    |
| 2001         | Чемпіонат області | 14          |    |    |   |    |    |    |    |
| 2002         | Чемпіонат області | 12          |    |    |   |    |    |    |    |
| 2003         | Чемпіонат області | 12          |    |    |   |    |    |    |    |
| 2004         | Чемпіонат області | 9           |    |    |   |    |    |    |    |
| 2005         | Чемпіонат області | 11          |    |    |   |    |    |    |    |
| 2006         | Чемпіонат області | не виступав |    |    |   |    |    |    |    |
| 2007         | Чемпіонат області | 11          |    |    |   |    |    |    |    |

## Найбільші досягнення
У сезоні 1993/94 років «Покуття» пробилося до 1/16 Кубка України. На цьому етапі коломияни зустрілися з донецьким «Шахтарем». Перший поєдинок у Коломиї закінчився перемогою «гірників» з рахунком 0:1 (Орбу, 78), а виїзд в Донецьк завершився для Коломиї розгромом 1:7 (Палій, 53 (пен.) — Попов, 7; Онопко, 38; Ателькін, 47; Матвєєв, 67, 71 (пен.), 85; Кривенцов, 90 (пен.).
«Покуття» є чемпіоном Івано-Франківської області сезону 1991 року, володарем Кубка області сезонів 1993 та 1995 років.
У сезоні 1995/1996 клуб став переможцем у групі 1 Аматорського чемпіонату України, і завоював право виступати у професійній другій лізі.

## Відомі футболісти
- Роман Григорчук («Лисоня» (Бережани), «Темп» (Шепетівка), «Прикарпаття» (Івано-Франківськ), «Петрохемія» (Плоцьк), «Кривбас» (Кривий Ріг), «Сатурн» (Раменське), «Дінабург» (Даугавпілс)), «Кривбас» (Кривий Ріг)
- Ігор Мельничук (виступав за команди «СКА-Карпати» (Львів), «Прикарпаття» (Івано-Франківськ), «Верес» (Рівне))
- Роман Големба («Нива» (Тернопіль), «Буковина» (Чернівці))
- Василь Тофан («Лисоня» (Бережани), «Прикарпаття» (Івано-Франківськ), ЦСК ЗСУ (Київ), «Кристал» (Чортків), «Металіст» (Харків), «Меркурій-ЧТЕІ» (Чернівці), «Факел» (Івано-Франківськ)).
- Петро Бадло («Дністер» (Заліщики), «Кристал» (Чортків), «Тобол», «Актобе»)).
- Володимир Курліковський («Волинь» (Луцьк), «Закарпаття» (Ужгород), «Полісся» (Житомир)).
- На початку 1990-х за молодіжний склад «Покуття» виступав Володимир Крамар — журналіст телеканалу «Футбол» та програм «Футбольний вікенд» і «Великий футбол».
- У різні часи команду тренували Іван Краснецький, Василь Досінчук, Ігор Мельничук, Василь Блясецький, Дмитро Носович.